# Euphyia numidica
Euphyia numidica là một loài bướm đêm trong họ Geometridae.